# Norsjö
Norsjö este un oraș în Suedia.

## Demografie
| \| Evoluția demografică a zonei urbane Norsjö, 1970–2015 \| Evoluția demografică a zonei urbane Norsjö, 1970–2015 \| Evoluția demografică a zonei urbane Norsjö, 1970–2015 \| Evoluția demografică a zonei urbane Norsjö, 1970–2015 \| Evoluția demografică a zonei urbane Norsjö, 1970–2015 \| \| --------------------------------------------------------------------------------------- \| ----------------------------------------------------- \| ----------------------------------------------------- \| ----------------------------------------------------- \| ----------------------------------------------------- \| \| An \| \| \| Locuitori \| \| \| 1970 \| 1970 \| \| 1.561 \| 1.561 \| \| 1975 \| 1975 \| \| 1.802 \| 1.802 \| \| 1980 \| 1980 \| \| 2.166 \| 2.166 \| \| 1990 \| 1990 \| \| 2.305 \| 2.305 \| \| 1995 \| 1995 \| \| 2.289 \| 2.289 \| \| 2000 \| 2000 \| \| 2.085 \| 2.085 \| \| 2005 \| 2005 \| \| 2.102 \| 2.102 \| \| 2010 \| 2010 \| \| 2.051 \| 2.051 \| \| 2015 \| 2015 \| \| 2.057 \| 2.057 \| \| Sursa: SCB - Statistika Centralbyrån, Folkmängden per tätort. Vart femte år 1960 - 2016 \| \| \| \| \| |      |  |           |       |
| Evoluția demografică a zonei urbane Norsjö, 1970–2015 |      |  |           |       |
| An |      |  | Locuitori |       |
| 1970 | 1970 |  | 1.561     | 1.561 |
| 1975 | 1975 |  | 1.802     | 1.802 |
| 1980 | 1980 |  | 2.166     | 2.166 |
| 1990 | 1990 |  | 2.305     | 2.305 |
| 1995 | 1995 |  | 2.289     | 2.289 |
| 2000 | 2000 |  | 2.085     | 2.085 |
| 2005 | 2005 |  | 2.102     | 2.102 |
| 2010 | 2010 |  | 2.051     | 2.051 |
| 2015 | 2015 |  | 2.057     | 2.057 |
| Sursa: SCB - Statistika Centralbyrån, Folkmängden per tätort. Vart femte år 1960 - 2016 |      |  |           |       |

## Personalități născute aici
- Erik Bergkvist (1965 - 2024), om politic.